# Admiral (sommerfugl)
 For alternative betydninger, se Admiral (flertydig). (Se også artikler, som begynder med Admiral)
Admiralen (Vanessa atalanta) er en sommerfugl i takvingefamilien. Den forekommer i hele Europa og gennem Nordafrika til Lilleasien, Iran og det østlige Rusland. Desuden findes den i det meste af Nordamerika og som formentlig indslæbt i New Zealand. Det er en træksommerfugl, der fra Sydeuropa kan komme så højt mod nord som Island. I Danmark er admiralen talrig sidst på sommeren. Den tiltrækkes af sent blomstrende kurveplanter som tidsler og hjortetrøst samt i særlig grad frugthavernes gærende nedfaldsfrugt.

## Forekomst i Danmark
Admiralen ankommer hvert år til Danmark i juni og juli. Det er formentlig overvintrende sommerfugle fra Sydeuropa. De lægger æg her i landet, og i august topper antallet af nyklækkede sommerfugle. Admiralen kan i milde vintre overvintre i Danmark og ses da fåtalligt om foråret. I modsætning til dagpåfugleøje og nældens takvinge sætter admiralen sig til overvintring frit eksponeret på en gren eller stamme eller mellem blade eller under løse sten. De fleste trækker dog enkeltvis sydpå om efteråret.

## Udseende
Admiralen er en stor dagsommerfugl med et vingefang på 5,5-7 centimeter. Oversiden af vingerne har sort bund med hvide pletter på den yderste spids af forvingerne. Længere inde på forvingerne samt på kanten af bagvingerne ses et lysende orange bånd. Admiralens underside har et kompliceret mønster af snirkler og øjepletter i et utal af farver.
- Vanessa atalanta.
- Vanessa atalanta. △

## Livscyklus
Admiralen lægger sine op til 1.000 æg på brændenælder. Når sommerfugle-larverne kommer ud efter 4-5 dage, er de svære at få øje på, fordi de falder sammen med bladene. Larverne har sorte og hvide prikker med et gult bånd på hver side. De lever af brændenældebladene og kan gemme sig i et sammenrullet blad. Efter omkring tre uger er larven udvokset, hvorefter den forpupper sig. Efter et par uger klækkes puppen, og den voksne sommerfugl kommer frem.

## Foderplanter
Larven af admiral lever på stor nælde, liden nælde og springknap. Den voksne admiral lever alle steder, hvor der er mange blomster, den kan suge nektar af. Om efteråret kan den også suge saft fra modne nedfaldsfrugter, f.eks. blommer og æbler, der ligger og gærer i solen. Sommerfuglen kan blive helt beruset og er i den tilstand temmelig nem at snige sig ind på.

## Galleri
| Galleri med danske arter i Takvingefamilien |
| --- |
| Egentlige takvinger ↓ - Perlemorsommerfugle ↓ Randøjer ↓ - Monark - Leptidea sinapis - Iris - Apatura iris - Poppelsommerfugl - Limenitis populi - Hvid admiral - Limenitis camilla Egentlige takvinger - Kirsebærtakvinge - Nymphalis polychloros - Østlig takvinge - Nymphalis xanthomelas - Det hvide L - Nymphalis vaualbum - Sørgekåbe - Nymphalis antiopa - Dagpåfugleøje - Aglais io - Admiral - Vanessa atalanta - Tidselsommerfugl - Vanessa cardui - Nældens takvinge - Aglais urticae - Det hvide C - Polygonia c-album - Nældesommerfugl - Araschnia levana Pletvinger - Okkergul pletvinge Melitaea cinxia - Mørk pletvinge Melitaea diamina - Brun pletvinge Mellicta athalia - Askepletvinge Euphydryas maturna - Hedepletvinge Euphydryas aurinia Perlemorsommerfugle - Kejserkåbe Argynnis paphia - Østlig perlemorsommerfugl - Argynnis laodice - Markperlemorsommerfugl Argynnis aglaja - Skovperlemorsommerfugl Argynnis adippe - Klitperlemorsommerfugl - Argynnis niobe - Storplettet perlemorsommerfugl Issoria lathonia - Engperlemorsommerfugl Brenthis ino - Moseperlemorsommerfugl Boloria aquilonaris - Brunlig perlemorsommerfugl Boloria selene - Rødlig perlemorsommerfugl Boloria euphrosyne - Violet perlemorsommerfugl Clossiana dia Randøjer - Galathea Melanargia galathea - Sandrandøje Hipparchia semele - Skovbjergrandøje Erebia ligea - Græsrandøje Maniola jurtina - Engrandøje Aphantopus hyperanthus - Buskrandøje Pyronia tithonus - Moserandøje Coenonympha tullia - Okkergul randøje Coenonympha pamphilus - Perlemorrandøje Coenonympha arcania - Herorandøje Coenonympha hero - Skovrandøje Pararge aegeria - Vejrandøje Lasiommata megera - Skovvejrandøje Lasiommata maera - Bjergvejrandøje Lasiommata petropolitana |